# Purpur
| Purpur |
| --- |
| Purpurfärgad skymningshimmel. - Betydelse – en grupp rödvioletta färgämnen - Framställning – sedan 1300 f.Kr. från purpursnäckor, numera ofta syntetiskt - Status – historiskt en symbol för hög samhällsstatus - Relaterade begrepp – violett, lila och gredelin (mellan blått och rött), engelskans purple (violett) |

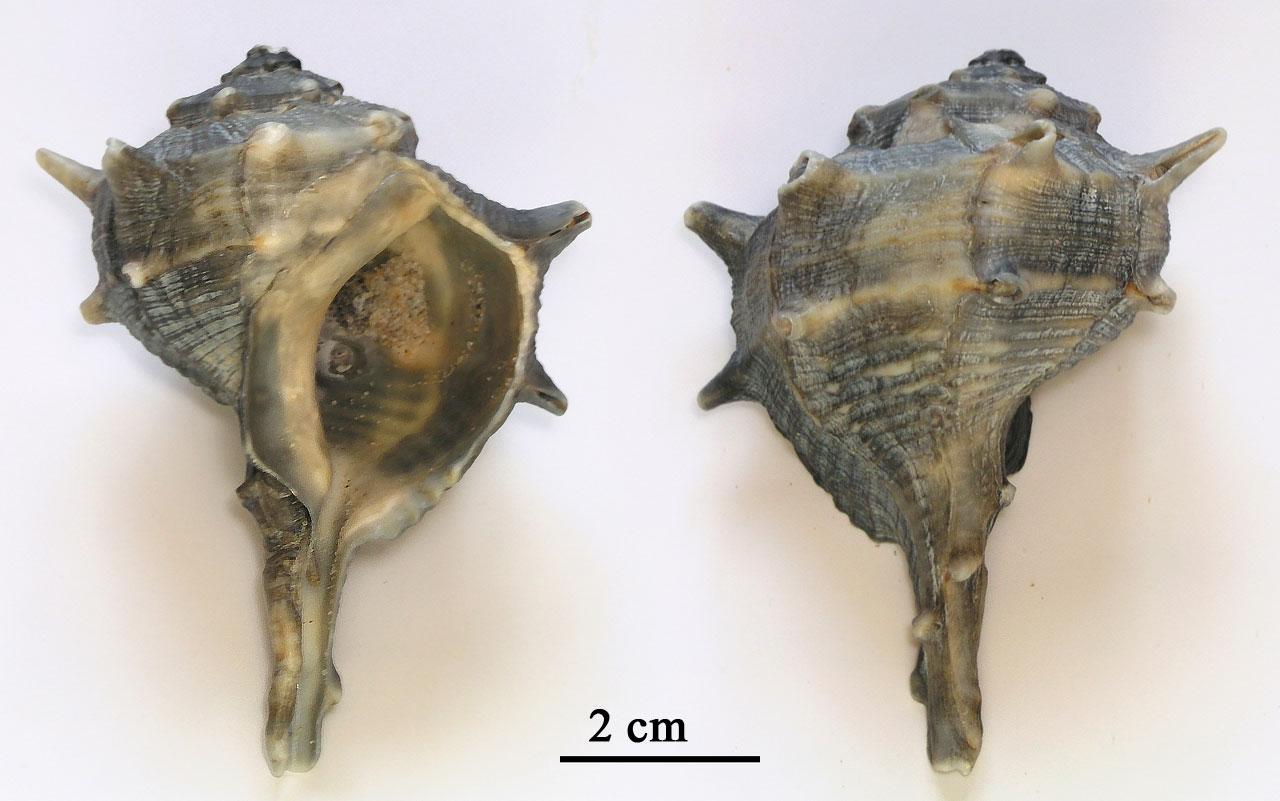
Bolinus brandaris.

Den kemiska formeln för tyrisk purpur (C_{16}H_{8}Br_{2}O_{2}N_{2}) är ett bromderivat av indigo, med 2 väteatomer utbytta mot 2 bromatomer.

Purpur är en grupp röda till violetta (rödvioletta) färgämnen. De kan erhållas ur de i Medelhavet förekommande snäckorna Hexaplex trunculus och Bolinus brandaris. Även andra arter inom familjen purpursnäckor (Muricidae) kan ge purpur, inklusive purpursnäcka (Nucella lapillus). Ordet purpur kommer från latinets purpura som har sitt ursprung i forngrekiskans πορφύρα (porfyra, 'purpursnäcka', 'purpurfärg'; se även porfyr).
Ordet purpur används också som färgord, oavsett hur färgen har framställts. Det betecknar då ett område av rödvioletta färger.

## Historik

### Bakgrund
Textilfärgning med purpur är bekant sedan runt år 1300 f.Kr. Färghanteringen utfördes i första hand i städerna Tyros och Sidon i det dåvarande Fenicien, men tillverkning kan ha skett redan 500 år tidigare på ön Nisí Chrysí söder om Kreta. Genom kemisk undersökning av en gammalegyptisk mumiedräkt har konstaterats, att dess färg härrör av snäckpurpur. Den stora mängden snäckor i färgningsprocessen gjorde ämnet oerhört dyrbart, vilket lecde till att endast de rikaste hade råd att klä sig i purpur.

### Antiken
Färgen skattades mycket högt under forntiden, och dess användning har under årtusenden varit förbehållen åt samhällets högst uppsatta. I Romarriket fick endast kejsaren bära en mantel som helt var färgad i purpur, medan en senator tilläts ha en toga med purpurfärgad bård. Så bar till exempel det gamla Roms dignitärer hedersbenämningen purpurati, och om "den rike mannen" i Lukasevangeliet heter det att han "klädde sig i purpur och fint linne" alternativt "klädde sig i purpur och kostbart linne". Till skillnad från andra av dåtidens färgämnen bleknade purpur knappt alls.
Hos Plinius den äldre och andra romerska samt hos grekiska skriftställare finns noggranna uppgifter om purpurns framställande och användning. Av skalsamlingar, som hopat sig vid de gamla tillverkningsorterna i Grekland och Italien, vet man, att färgen bereddes företrädesvis av snäckan Bolinus brandaris, men även av två andra arter inom familjen purpursnäckor: Hexaplex trunculus och Stramonita haemastoma. Silverbibeln är författad på pergament färgat av purpur.

### Andra länder, senare sekler
Även i Sydostasien och Mellanamerika har purpur producerats från snäckor och purpur från den i norra Atlanten förekommande purpursnäckan (Nucella lapillus). Fiskarbefolkningen nära Acapulco i Mexiko använder fortfarande på 2000-talet en art av purpursnäcka till att färga garn, genom att "mjölka" snäckorna; genom att utvinna körtelsekretet via gnidning mot garnet behöver inte snäckorna dödas.
På 1500-talet spreds det röda färgämnet koschenill från Sydamerika till Europa, vilket gjorde att statusen för purpur från snäckor sjönk, och redan tidigare hade i stort sett tillverkningen av purpur från snäckor upphört. De nordiska purpursnäckorna längs med kusterna i Skandinavien och på Irland har ibland historiskt använts som märkfärg för linne.

## Tillverkning och egenskaper
Purpur framställdes från ett sekret som i mycket liten mängd avsöndras från en körtel, hypobranchialkörteln, i purpursnäckornas mantel. Detta sekret innehåller det färglösa ämnet indoxyl eller derivat av detsamma. Plinius den äldre beskriver i sin Naturalis Historia, att körtlarna lades i saltlag i tre dagar och att detta extrakt därefter kokades i tio dagar för att få det färgbad som användes. När sedan tygerna lufttorkades och indigotiner bildades genom oxidation och inverkan av ljus, fick man ett färgämne  i textilfibrerna som inte var vattenlösligt och därmed mycket "slitstarkt". För varje färgning kan ha krävts över 10 000 snäckor.
1909 fastslog den tyske kemisten Paul Friedländer att färgämnet i "tyrisk purpur", som fås från Bolinus brandaris, är 6,6'-dibromindigotin. Till Friedländers framställning av 1,5 gram rent färgämne åtgick 12 000 snäckor. Under 1950- till 1970-talen kartlades syntesen av purpurfärgämnena och man fann två olika syntesvägar; en väg från sulfatestrar av indoxyl och 6-bromindoxyl och en annan från derivat av dessa som är substituerade i 2-positionen med metyltio- eller mesylat-grupper. Dessa prekursorer hydrolyseras med hjälp av enzymet purpuras, varefter färgämnet (6,6'-dibromindigotin eller indigotin beroende på prekursor) bildas genom oxidation direkt i det första fallet eller via en grönaktig mellanprodukt i det andra (den gröna mellanprodukten ombildas till färgämne via en fotokemisk reaktion). Det rödare färgämne som kommer från B. brandaris, tyrisk purpur, består endast av 6,6'-dibromindigotin, medan det blåare färgämnet från H. trunculus, "sidonsk purpur", även innehåller indigotin.
Vid tillverkning nuförtiden (2000-talet) ersätts purpur från snäckor med färgämnen av syntetiskt ursprung.

## Färgnamnet purpur / purple
I Colour Index har det naturliga färgämnet tyrisk purpur beteckningarna C.I. Natural Violet 1 (NV1) och C.I. 75800.
Bland de ursprungliga HTML-färgerna för bildskärmar finns en färg med namnet purple, dess koordinater visas i boxen till höger. Purple är också en av grundfärgerna i färgsystemet Munsell, och där liksom i andra engelskspråkiga sammanhang bör purple översättas med lila snarare än med purpur.
Rödvioletta färger ("purpurområdet") finns inte med i färgspektrum. De kan alltså inte åstadkommas genom någon enskild strålningsvåglängd (monokromatiskt ljus) utan förutsätter att olika våglängder blandas.